# Hohenaltheim
Hohenaltheim è un comune tedesco di 631 abitanti, situato nel land della Baviera.